# Driver: San Francisco
Driver: San Francisco és el darrer videojoc de la saga Driver. L'agost del 2006, Ubisoft va adquirir els drets de la saga d'Atari, que Sony va confirmar al Tokyo Game Show del 2006 que un nou Driver s'estava realitzant per a PlayStation 3. La desenvolupadora Reflections Interactive (reanomenada Ubisoft Reflections) continuarà amb el desenvolupament del videojoc, i invertirà més temps en la saga després de vendre la saga Stuntman a Pygnositics.